# Oropezella abdominalis
Oropezella abdominalis är en tvåvingeart som beskrevs av Collin 1933. Oropezella abdominalis ingår i släktet Oropezella och familjen puckeldansflugor. Inga underarter finns listade i Catalogue of Life.